# Scotland (Virginia)
Scotland es un lugar designado por el censo del condado de Surry, Virginia  (Estados Unidos). Según el censo de 2020, tiene una población de 153 habitantes.
En los Estados Unidos, un lugar designado por el censo (traducción literal de la frase en inglés census-designated place, CDP) es una concentración de población identificada por la Oficina del Censo exclusivamente para fines estadísticos.

## Demografía
Según el censo de 2020, el 75.16% de los habitantes son blancos, el 18.95% son afroamericanos, el 0.65% es amerindio, el 0.65% es isleño del Pacífico, el 0.65% es de otra raza y el 3.92% son de una mezcla de razas. Del total de la población, el 2.61% son hispanos o latinos de cualquier raza.